# Leioproctus nomiaeformis
Leioproctus nomiaeformis is een vliesvleugelig insect uit de familie Colletidae. De wetenschappelijke naam van de soort is voor het eerst geldig gepubliceerd in 1930 door Cockerell.